# Michał (biskup kujawsko-pomorski)
Michał, Michael (ur. ?, zm. 19 grudnia 1252) – polski duchowny rzymskokatolicki, biskup kujawsko-pomorski.

## Życiorys
Kasjan Korczyński OFMCOnv. w swoim katalogu biskupów kujawskich zaznacza, że był to pierwszy Polak na tej katedrze.  Występuje niekiedy jako Michał Godziemba lub jako Michał herbu Godziemba i za Długoszem przypisuje mu się przynależność do rodu Godziembów, aczkolwiek obecnie widzi się w nim raczej przedstawiciela rodu Awdańców. 
Swoją karierę zaczął prawdopodobnie w kancelarii Konrada Mazowieckiego. Był biskupem kujawsko-pomorskim w XIII w. Jego 30-letni pontyfikat datuje się na lata 1222–1252  (pojawia się także zakres 1215–1256). W tym czasie doszło do sporów pomiędzy biskupem a władzą świecką: Kazimierzem kujawskim i Świętopełkiem wschodniopomorskim. Na synodzie w Inowrocławiu w 1233 przywrócono archidiakonat kruszwicki. Za rządów Michała w diecezji została wzniesiona pierwsza murowana katedra włocławska (w stylu romańskim). 